# Manchester Metropolitan University
La Manchester Metropolitan University (en català, Universitat Metropolitana de Manchester), sovint abreujada com a MMU, és una universitat de recerca pública situada a Manchester, Anglaterra. La universitat té els seus orígens al Manchester Mechanics Institute i la Manchester School of Art, que va formar la Manchester Polytechnic el 1970. La Manchester Polytechnic va obtenir aleshores l'estatus d'universitat sota la Further and Higher Education Act del govern, convertint-se en la Universitat Metropolitana de Manchester el 1992.
La Universitat Metropolitana de Manchester és membre acreditat de l'Association of MBAs, i membre de l'University Alliance, l'Association of Commonwealth Universities, la North West Universities Association, l'Association to Advance Collegiate Schools of Business i l'European University Association.
Avui, també acull la Manchester School of Art, la Manchester School of Theatre, així com la Manchester School of Architecture (MSA) administrada en col·laboració amb la Universitat de Manchester.
El logotip de la Universitat deriva de la part superior de l'escut de l'escut de la universitat, amb sis barres col·locades juntes, cosa que suggereix un dur treball i un atrinxerament.

## Antics alumnes notables
Alguns dels antics alumnes de la llista van assistir a institucions que van passar a formar part de l'actual Manchester Metropolitan University.
- Bartosz Beda – artista contemporani
- Bethany Black – còmic
- Lord Bradley - antic Membre del Parlament (MP)
- Eleanor Burnham - política gal·lesa i antic membre de l'Assemblea de Gal·les
- John Bishop – còmic
- Sarah Burton - dissenyadora de moda, directora creativa d'Alexander McQueen
- Ian Clark – director de cinema i guionista
- Brendan Coogan – presentador
- Steve Coogan - actor i còmic
- James Corner – arquitecte paisatgista
- Brian Cosgrove - animador, productor, director
- Tony Cunningham – Membre del Parlament (MP)
- Daley – cantautor[2]
- DJ Semtex – BBC Radio 1Xtra DJ
- Nicholas Drew - estrateg i antic alumne de negocis
- Jenny Eclair – còmic
- Huw Edwards - antic Membre del Parlament (MP)
- Michelle Fairley – actriu
- Graham Fellows – còmic
- Peter Fraser – fotògraf
- James Frith - Membre del Parlament
- Dean Furman (nascut el 1988) - futbolista professional
- Malcolm Garrett – dissenyador gràfic
- Joy Gregory – artista
- Paul Goggins – Membre del Parlament
- Burn Gorman – actor d'origen nord-americà
- Danny Grewcock MBE – Jugador de rugbi d'Anglaterra
- Richard Griffiths – actor
- Patrick Harvie - líder dels Verds Escocesos i MSP per Glasgow
- Graeme Hawley – actor
- Thomas Heatherwick – dissenyador
- Zoe Henry – actriu
- Bernard Hill – actor
- Jeff Hordley – actor
- Norman Horrocks - antic professor emèrit de la Universitat de Dalhousie
- Mick Hucknall - músic, Simply Red
- Phil Ineson – acadèmic
- Gethin Jones - presentador de televisió gal·lès
- Vernon Kay – ràdio (BBC Radio 1) i presentador de televisió[3]
- Matthew Kelly - actor i presentador
- Afzal Khan - diputat de Manchester Gorton
- Rebecca Long-Bailey - Diputada de Salford i Eccles
- L.S. Lowry – artista anglès[4]
- Rachel Mann - sacerdot, poeta i locutor
- John Mayall – músic de blues
- John McGeoch - músic, guitarrista
- Wyl Menmuir - novel·lista[5]
- Jonathan Mildenhall - Director de màrqueting d'Airbnb
- Siwan Morris - actriu gal·lesa
- Gareth Owen - futbolista
- Martin Parr – fotògraf
- David Peace – novel·lista
- Heather Peace - actriu i músic
- Laura Pidcock - antiga diputada de North West Durham
- Natalie Pike – model
- David Potts – CEO, Morrisons[6]
- Peter Purves – actor
- Jamie Reed - Membre del Parlament
- Gwendoline Riley – autor
- Erol Sabancı – Vicepresident, Sabancı Holding
- Peter Saville – dissenyador gràfic
- Janek Schaefer - Compositor britànic de l'any en art sonor
- Lord Paul Scriven - Life Peer i antic líder de l'Ajuntament de Sheffield
- Grant Shapps – Secretari d'Estat de Transports i membre del Parlament
- Sir Antony Sher – actor
- Laura Smith – Membre del Parlament
- Liam Spencer – artista
- Debra Stephenson - actriu, impressionista i cantant
- Linder Sterling – artista
- Mari Strachan – novel·lista i bibliotecària
- Gisela Stuart – Membre del Parlament
- Kerrie Taylor – actriu
- Marsha Thomason – actriu
- Dianne Thompson - empresaria
- John Thomson – actor i còmic
- Darren Tulett - presentador d'esports a la televisió francesa
- Michael J. Turner – President de Babcock International
- Julie Walters - actriu
- Paul S. Walsh – director general de Diageo
- Mary Whitehouse - activista de la moral cristiana
- Stephen Whittle - acadèmic de dret
- Richard Woolfe - gerent de difusió
- Carey Young – artista